# Sigurd Harald Lund
Pour les articles homonymes, voir Lund.
Sigurd Harald Lund (16 janvier 1823 - 21 juillet 1906) est un danseur et chorégraphe danois qui fut maître de ballet au Ballet royal suédois de 1856 à 1862 et de 1890 à 1894.
Élève d'Auguste Bournonville, il entre à l'école de ballet de Stockholm en 1832, devient second danseur en 1846, premier danseur en 1849 et danseur solo en 1853.